# Pastýřský buk
Pastýřský buk (německy Hirtbuche) je památný strom rostoucí v Slavkovském lese v západních Čechách, na severním okraji osady Lazy v okrese Cheb v Karlovarském kraji.
Jedná se o vzrostlý buk lesní rostoucí osaměle na okraji pastviny v nadmořské výšce 807 metrů. Podle místní pověsti vyrostl z hole, kterou zde do země vetkl pastýř.
Obvod kmene činí okolo 588 cm; koruna má průměr 21 metrů. Výška buku je 22 metrů, jeho věk se odhaduje na 250 roků. Za památný strom byl vyhlášen v roce 1995, na podzim 2003 získal druhé místo v anketě Strom roku.
Na přelomu listopadu a prosince 2014 zasáhla území republiky tlaková níže Xandra, která způsobila silné námrazy. Ty způsobily škody na mnoha stromech, došlo k poškození či zániku tisíců stromů. Těžká námraza silně poškodila i Pastýřský buk, když vylomila nejsilnější kosterní větev. Možná k tomu přispěl i silný vítr. Vzniklá jizva odkryla rozměrný vyhnilý otvor do dutiny kmene. Z poškozeného stromu zbyla asi jen polovina koruny na dvou kosterních větvích. Ty byly na jaře 2015 stabilizovány pružnou vazbou. Koruna stromu je však nakloněná. Zkušenosti s podobně poškozenými starými buky však nedávají stromu velkou naději.

## Stromy v okolí
- Třešeň na Žitné
- Douglaska pod obeliskem dvou císařů
- Kynžvartský smrk
- Dub u zámeckého statku
- Lípa u zámeckého pivovaru
- Lípa za kynžvartským kostelem
- Lípa u kostela (Kostelní Bříza)
- Lípa ve Smrkovci

## Fotogalerie

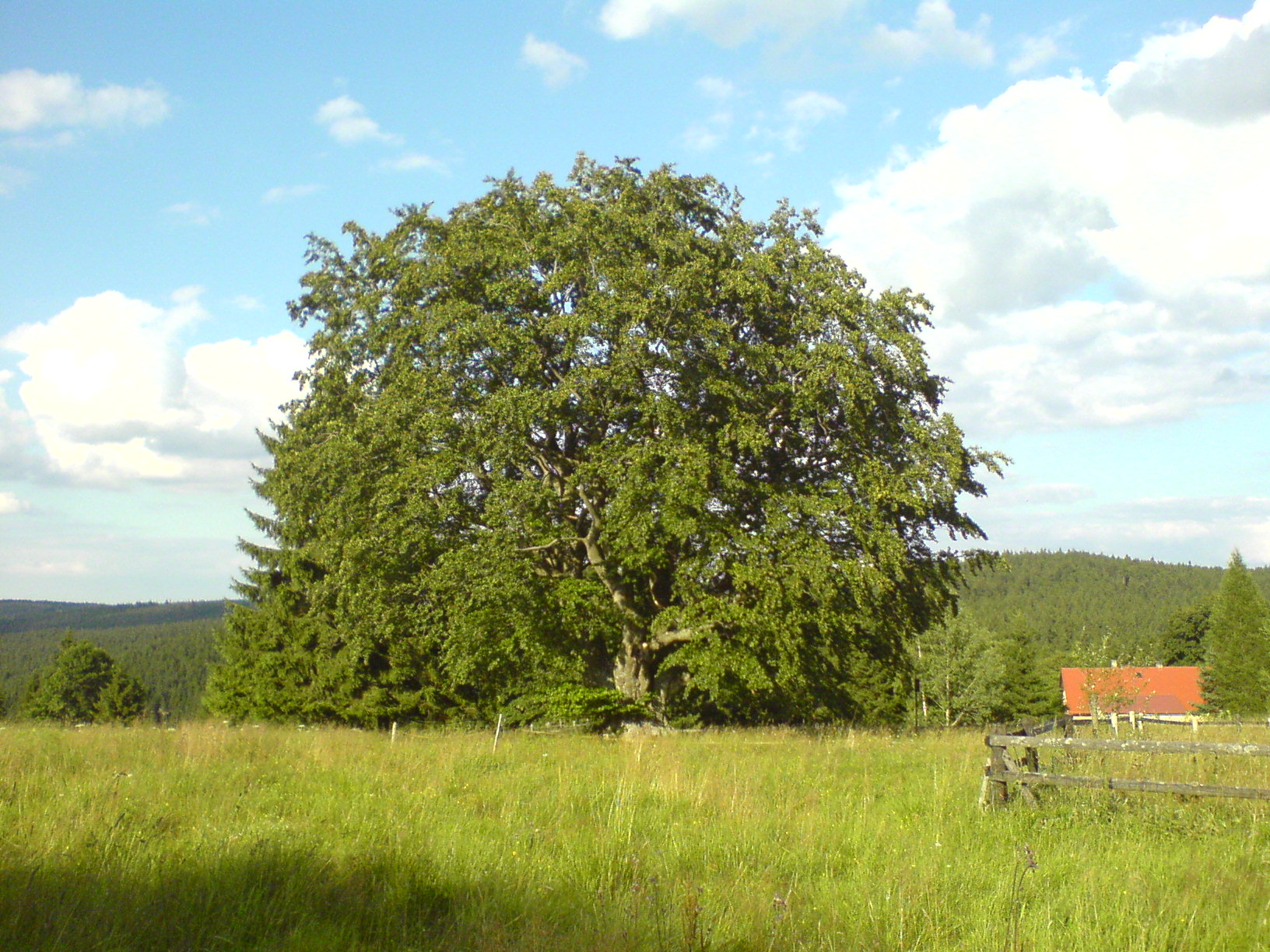
červenec 2009
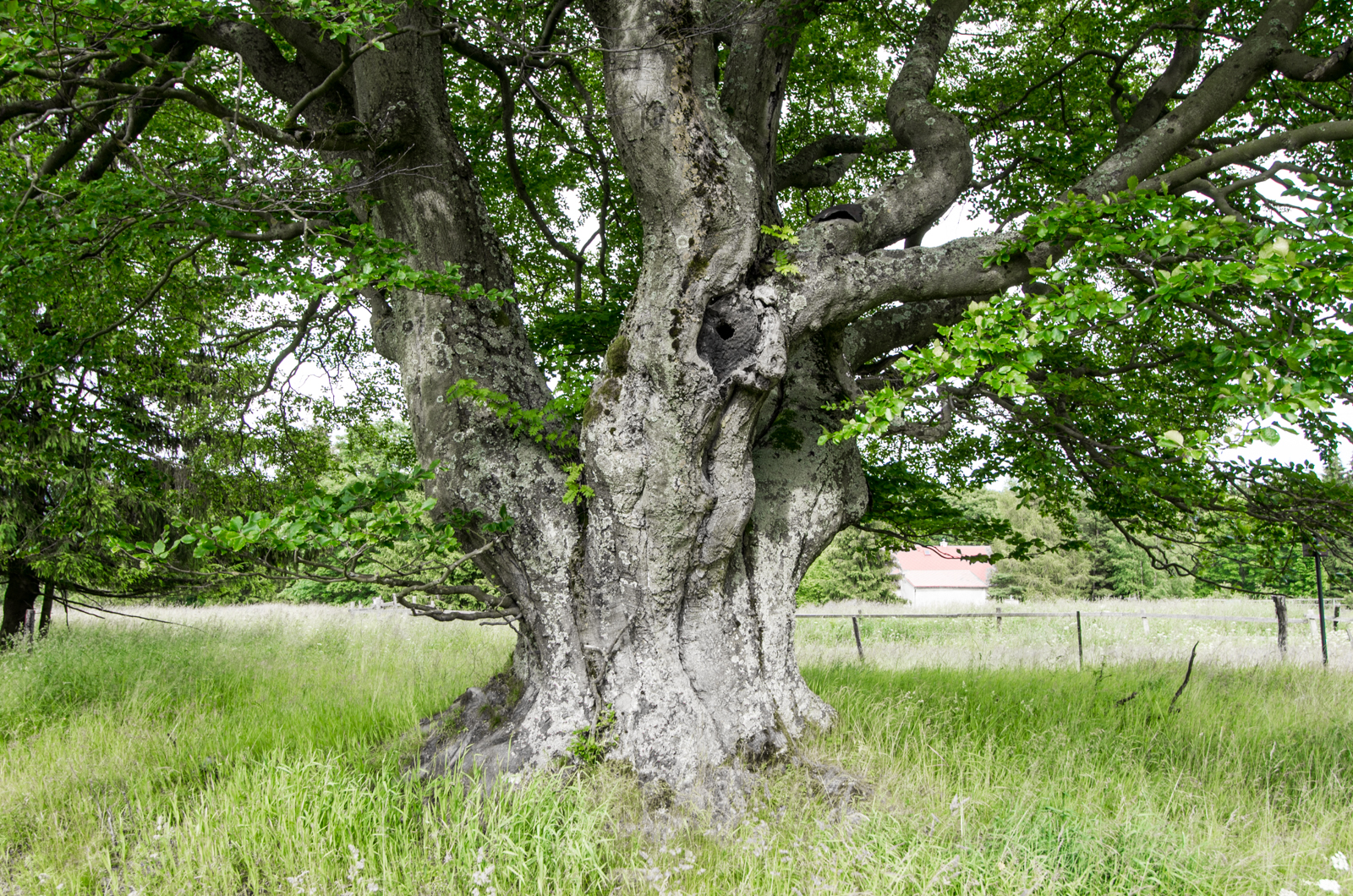
detail kmene - červenec 2009
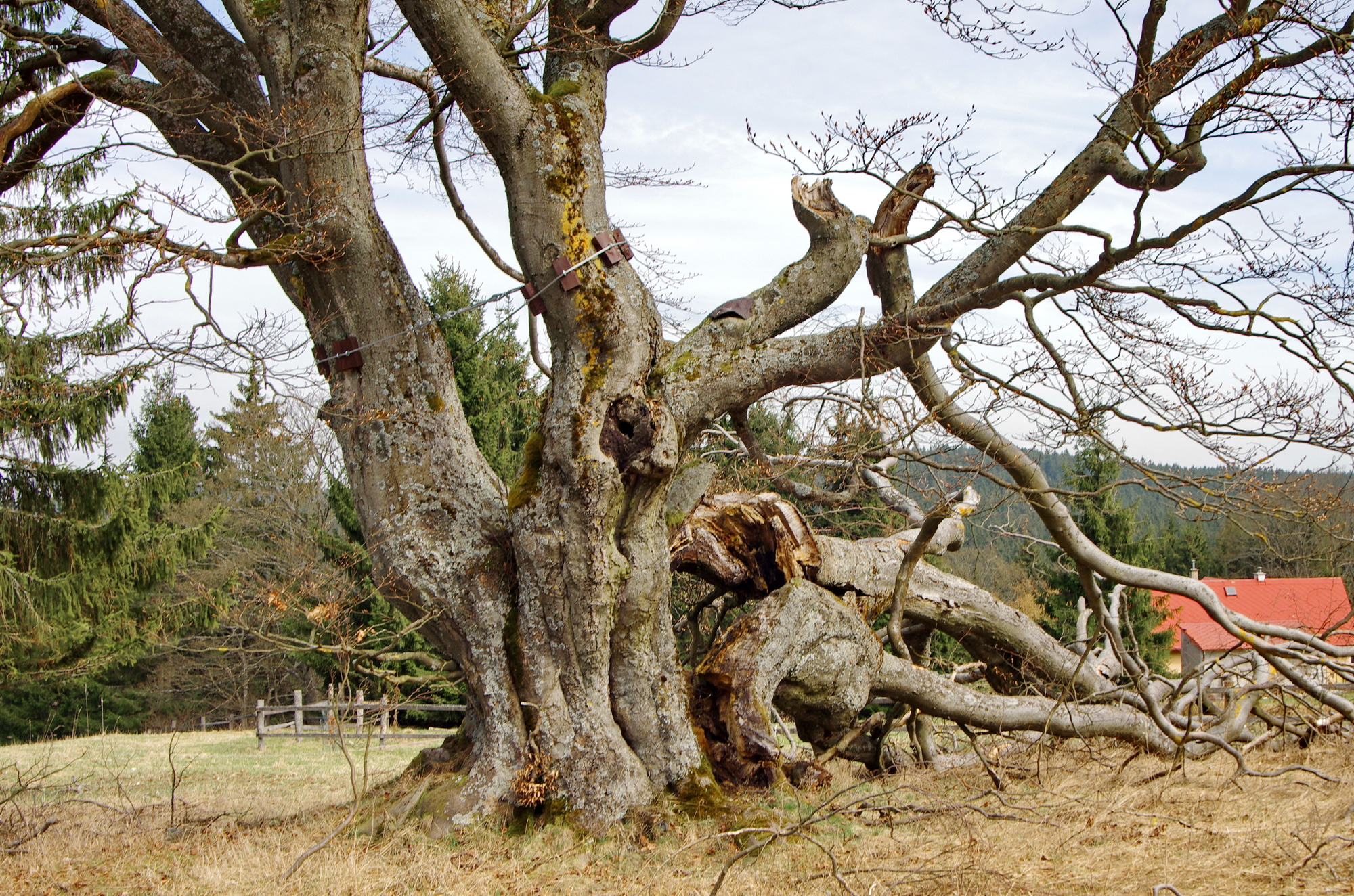
viditené poškození - duben 2016